# لانس رونتلو
لانس گراف فون هاگویتز-هاردنبرگ-رِوِنْتلو (انگلیسی: Lance Graf von Haugwitz-Hardenberg-Reventlow؛ زادهٔ ۲۴ فوریهٔ ۱۹۳۶ در لندن، درگذشتهٔ ۲۴ ژوئیهٔ ۱۹۷۲ در اسپن، کلرادو) رانندهٔ مسابقات اتومبیل‌رانی فرمول یک اهل ایالات متحده آمریکا بود که در فصل ۱۹۶۰ در مجموع در چهار گراند پری شرکت کرد، اما موفق به کسب هیچ امتیازی نشد.
رونتلو در ۲۴ ژوئیهٔ ۱۹۷۲ در یک حادثهٔ سقوط هواپیما در اسپن، کلرادو درگذشت.